# Denny Neagle
Pour les articles homonymes, voir Neagle.
Denny Edward Neagle (né le 13 septembre 1968 à Gambrills, Maryland, États-Unis) est un joueur de baseball américain, lanceur gaucher qui joue dans les Ligues majeures de 1991 à 2003.
Deux fois invité au match des étoiles, il s'illustre particulièrement avec les Pirates de Pittsburgh, pour qui il joue de 1992 à 1996, et avec les Braves d'Atlanta de 1996 à 1998. Gagnant de 20 victoires avec les Braves en 1997, il termine cette année-là 3e du vote désignant le lauréat du trophée Cy Young. Neagle remporte la Série mondiale 2000 avec les Yankees de New York.

## Carrière

### Débuts
Joueur des Golden Gophers de l'université du Minnesota, Denny Neagle est repêché par les Twins du Minnesota au 3e tour de sélection en 1989. Il fait ses débuts dans le baseball majeur le 27 juillet 1991 avec les Twins mais ne joue au total que 7 matchs pour ce club. 

### Pirates de Pittsburgh
Le 17 mars 1992, les Twins échangent Neagle et le voltigeur Midre Cummings aux Pirates de Pittsburgh en retour du lanceur partant gaucher John Smiley.
Neagle est surtout utilisé comme lanceur de relève, mais avec peu de succès, à ses deux premières années à Pittsburgh en 1992 et 1993. Il intègre en 1994 la rotation de lanceurs partants mais sa moyenne de points mérités s'élève à 5,12 en 137 manches lancées en 24 départs. Sa carrière prend une tout autre direction à partir de 1995, la première de plusieurs bonnes saisons d'affilée pour le gaucher. Cette année-là, il mène les lanceurs de la Ligue nationale pour les manches lancées (209 et deux tiers) et les départs (31). Il abaisse sa moyenne de points mérités à 3,43 et remporte 13 victoires contre 8 défaites. Il compte déjà 9 victoires contre 4 défaites à la mi-saison lorsqu'il reçoit sa première invitation au match des étoiles. En 1996, il gagne 14 matchs contre 6 défaites pour Pittsburgh et sa moyenne de points mérités se chiffre à 3,05 après 27 départs.

### Braves d'Atlanta
Les Pirates, une équipe qui ne va nulle part en 1996, profite de ce que la valeur de Neagle est à son plus haut pour l'offrir au plus offrant. Il est transféré aux Braves d'Atlanta le 28 août 1996 en échange du lanceur droitier Jason Schmidt.
Neagle termine la saison 1996 avec 16 victoires, 9 défaites et une moyenne de points mérités de 3,50 en 221 manches et un tiers lancées lors de 33 départs au total pour Pittsburgh et Atlanta. Il joue en séries éliminatoires trois automnes consécutifs pour l'excellente équipe d'Atlanta, alternant entre des présences comme partant et comme releveur pour le club qui compte déjà dans sa rotation le trio d'étoiles composé de Greg Maddux, Tom Glavine et John Smoltz. Durant ces trois années, il domine ces adversaires avec seulement 2,07 points mérités accordés par partie, en 4 départs, 4 présences en relève et un total de 33 manches et un tiers lancées en éliminatoires.
En saison régulière, Neagle connaît sa meilleure saison chez les Braves, et la plus brillante de sa carrière, en 1997. Il termine alors 3e au vote de fin d'année désignant le lauréat du trophée Cy Young remis au meilleur lanceur de la Ligue nationale. C'est la 2e qu'il est finaliste pour cet honneur, après une 8e place l'année précédente. Il honore à la mi-saison sa seconde sélection à la partie d'étoiles et termine 1997 avec 20 victoires, seulement 5 défaites, et une moyenne de points mérités de 2,97. Il atteint ses sommets en carrière pour les départs (34), les manches lancées (233 et un tiers) et les retraits sur trois prises (172) et ses 20 victoires représentent cette année-là le plus haut total de la Ligue nationale.
En 1998, il gagne 16 matchs contre 11 défaites mais sa moyenne de points mérités, à la hausse, se chiffre à 3,55 en 210 manches et un tiers de travail.

### Reds de Cincinnati
Le 10 novembre 1998, les Braves d'Atlanta échangent Denny Neagle, le lanceur droitier Rob Bell et le voltigeur Michael Tucker aux Reds de Cincinnati contre le releveur gaucher Mike Remlinger et Bret Boone, un joueur de deuxième but.
Il est limité à 20 matchs joués en 1999 en raison de blessures.

### Yankees de New York
À sa deuxième année à Cincinnati, il est transféré aux Yankees de New York en cours de saison. Cet échange a lieu le 12 juillet 2000. Les Reds reçoivent le lanceur gaucher Ed Yarnall, le droitier Brian Reith et deux joueurs de ligues mineures (le joueur de troisième but Drew Henson et le voltigeur Jackson Melian) pour Neagle, qui compte alors 8 victoires en 10 décisions pour Cincinnati, et le voltigeur des mineures Mike Frank. Malgré une fin de campagne peu reluisante pour New York, Neagle boucle sa saison avec 15 gains, 9 revers, et une moyenne de points mérités de 4,52 en 209 manches lancées. À ce stade de sa carrière, le vétéran gaucher est davantage reconnu pour accumuler une importante charge de travail au monticule : il a totalisé plus de 200 manches lancées lors de 5 saisons sur 6 de 1995 à 2000. En éliminatoires, il effectue 3 départs pour les Yankees et est le lanceur partant du 4e match de la Série mondiale 2000, une rencontre gagnée 3-2 par les Yankees sur les Mets de New York où il quitte en 5e manche après seulement deux points alloués sur 4 coups sûrs et deux buts-sur-balles. Neagle est cette année-là champion de la Série mondiale pour la première et seule fois de sa carrière, les Yankees remportant la finale en cinq parties.

### Rockies du Colorado
De 2001 à 2003, il lance pour les Rockies du Colorado, avec qui il signe le 4 décembre 2000 un lucratif contrat de 51 millions de dollars pour 5 ans que le club regrettera bien vite. Il est l'une des deux acquisitions importantes des Rockies, qui accordent aussi 121 millions de dollars pour 8 ans à Mike Hampton, alors le plus lucratif contrat de l'histoire du baseball majeur. Les Rockies terminent néanmoins la saison 2001 avec une décevante fiche de 73 victoires et 89 défaites, au dernier rang de leur division. La moyenne de points mérités de Neagle s'élève à 5,57 durant trois saisons passées dans les difficiles conditions qui prévalent au Coors Field de Denver : au domicile des Rockies, il accorde 5,77 points mérités par partie pendant cette période,,. Ses performances en dents de scie pour Colorado font passer sa moyenne en carrière de 3,92 à 4,24. Les Rockies annulent son contrat avant son échéance en raison de son comportement hors du terrain : il plaide coupable à une accusation de conduite d'un véhicule avec les facultés affaiblies à la suite d'un léger accident de la route en 2003, puis en novembre 2004 il est arrêté à Denver par un policier qui le surprend dans une voiture avec une femme qu'il vient de payer pour des services sexuels. Neagle vient à ce moment-là de rater toute la saison 2004 pour récupérer d'une opération au coude subie en juillet précédent et les Rockies estiment que ses incartades et problèmes judiciaires leur donnent le droit de briser son contrat, ce qu'ils font quelques jours après le dernier incident. Le lanceur croit de son côté que le club du Colorado lui doit de l'argent et les deux parties règlent leur contentieux en 2005 sans recourir aux tribunaux. En janvier 2006, Neagle plaide coupable à une accusation de sollicitation et est condamné à 40 heures de travaux communautaires. 
En 2005, Neagle met un terme à sa carrière après avoir été incapable, pour cause de blessures, d'honorer une entente proposée par les Devil Rays de Tampa Bay.
Denny Neagle a joué 392 matchs, dont 286 comme lanceur partant, en 13 saisons dans le baseball majeur. Il compte 124 victoires, 92 défaites, 1 415 retraits sur des prises, et affiche une moyenne de points mérités de 4,24 en 1 890 manches et un tiers lancées. Comme partant, il a lancé 20 matchs complets dont 7 blanchissages, et en relève il a réalisé 3 sauvetages.